# Museo del panteón nacional haitiano
El Museo del panteón nacional haitiano  (en francés: Musée du Panthéon National Haïtien) es un museo que tiene como tema central los héroes de la independencia de Haití y la historia y la cultura haitiana.
El Museo del panteón nacional haitiano fue inaugurado en 1983. Este centro cultural tiene como objeto perpetuar y difundir la memoria de los "Padres de la Patria".
Una de sus misiones principales es la de participar en la conservación del patrimonio y la difusión de la cultura nacional. El MUPANAH es una institución cuya función es la conservación, protección y mejora del patrimonio histórico y cultural.